# Sint-Aldegondiskerk (Zwevezele)

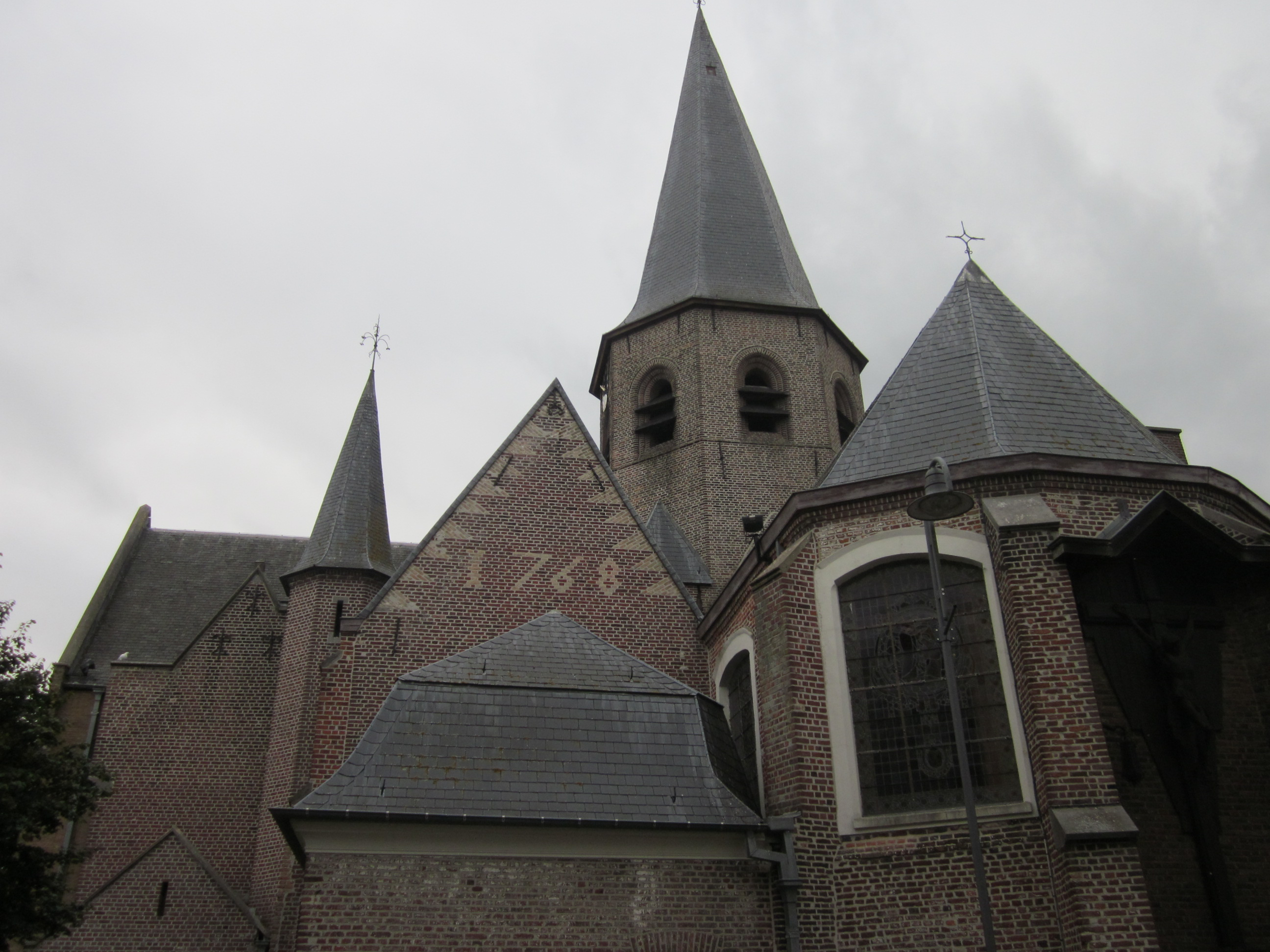
Sint-Aldegondiskerk

De Sint-Aldegondiskerk is de parochiekerk van de tot de West-Vlaamse gemeente Wingene behorende plaats Zwevezele, gelegen aan het Marktplein.

## Geschiedenis
De parochie zou al omstreeks 900 zijn opgericht vanuit de Sint-Pietersabdij te Gent. De fundamenten van een romaans kerkje uit het laatste kwart van de 10e eeuw werden in 1964 archeologisch onderzocht. Omstreeks 1100 kwamen de rechten van de parochie aan het Sint-Donaaskapittel te Brugge. Vermoedelijk in de 12e eeuw werden twee zijbeuken en een hoofdkoor bijgebouwd. Begin 15e eeuw werd het hoofdkoor uitgebreid. In 1695 werd de kerk geplunderd en verwoest door Franse legertroepen en vooral van 1753-1774 werden uitgebreide herstelwerkzaamheden uitgevoerd. In 1768 werd een sacristie aangebouwd en werden de gevels van het koor geheel herbouwd. Nadat in 1822 het kerkhof was verplaatst kon in 1853 de kerk in westelijke richting worden vergroot. In 1891 werd de kerk verder vergroot door een vierde en vijfde beuk aan te bouwen. Van 1962-1964 werd de kerk opnieuw verbouwd en ingekort, omdat de voorliggende Bruggestraat moest worden verbreed. Enkel het transept, de vieringtoren en het koor van de oude kerk bleven behouden. Architect was J. Haegebaert.

## Gebouw
Het betreft een driebeukig kerkgebouw, waarvan de oostelijke traveeën teruggaan tot de 17e eeuw. Er is een achthoekige vieringtoren en tussen transept en zijbeuk bevindt zich een vijfkante traptoren. De westelijke traveeën zijn nieuw.
Rondt de kerk zijn een aantal bedevaartkapelletjes, gewijd aan Sint-Aldegondis, die aangeroepen wordt tegen kanker.

## Interieur
De portiekaltaren in de zijbeuken zijn van omstreeks 1750 en daarboven hangen enkele 18e-eeuwse schilderijen. Er is een 17e-eeuwse preekstoel en een laat-18e-eeuws hoofdaltaar met een antependium van 1590.